# Mencía de Figueroa
Mencía de Figueroa Lasso de Vega (Beas de Segura; siglo XV-Segura de la Sierra; 1444), aristócrata castellana, esposa de Rodrigo Manrique, padres del poeta Jorge Manrique.

## Biografía
Nació en Beas de Segura a principios del siglo XV, siendo hija de Gómez I Suárez de Figueroa y de Elvira Lasso de Mendoza. Nieta por parte paterna de Lorenzo I Suárez de Figueroa, maestre de la Orden de Santiago y de Isabel Messía y por parte materna de Diego Hurtado de Mendoza y de Leonor de la Vega. 
Fue educada en un ambiente cortesano y culto, pues perteneció a una familia de reconocidos poetas, como su primo Iñigo López de Mendoza, marqués de Santillana, o su propio abuelo Diego, gran aficionado a la literatura, así como su cuñado Gómez Manrique.

### Matrimonio
Contrajo matrimonio en 1431 con su primo segundo, Rodrigo Manrique, hijo de Pedro Manrique II de Lara y de Leonor de Castilla y Alburquerque. 
La vida de Mencía siempre trascurrió tranquila al cuidado y educación de sus hijos, aunque, por otro lado, inquieta, mientras su marido batallaba con los sarracenos por la toma de Huéscar, tomada al asalto en 1434.
Estuvo viviendo en Beas hasta el año 1434, en que Enrique de Aragón, maestre de la Orden de Santiago, nombró a Rodrigo Manrique comendador de Segura de la Sierra, momento en que la familia se trasladó a dicha localidad. A la muerte de Enrique de Aragón, se nombra a Álvaro de Luna, maestre de la Orden de Santiago, y tras las desavenencias de Rodrigo con el nuevo maestre, es perseguido y la familia se refugia una temporada en Siles.
Falleció en 1444, siendo enterrada en el Monasterio de Nuestra Señora de la Peña de Orcera, trasladando años más tarde los restos mortales a la capilla del Monasterio de Uclés, junto a los de su marido e hijo Jorge. Este traslado se hizo a petición de su hijo mayor, Pedro, por temor a que los restos fueran profanados donde estaban.

## Descendencia
Fruto del matrimonio tuvieron siete hijos:
- Pedro: II Conde de Paredes de Nava, señor de Villapalacios, Villaverde, Bienservida, Riópar, Cotillas y San Vicente, comendador de Segura y Trece de la Orden de Santiago.
- Rodrigo: Señor de Ibros, comendador de Yeste y Taibilla, Trece de la Orden de Santiago, alcaide de Pucherna, corregidor de las Ciudades de Baza, Guadix, Almería, Purchena y Vera, embajador de Portugal, mayordomo mayor de la reina Juana, siendo infanta.
- Diego: Murió de corta edad.
- Jorge: Señor de Belmontejo, comendador de Montizón y Chiclana y Trece Orden de Santiago. Capitán de hombres de armas de las Guardias de Castilla. Poeta universal, inmortalizado por las Coplas por la muerte de su padre.
- Fadrique: Capitán de hombres de armas de las Guardas de Castilla, Justicia mayor de Úbeda.
- Leonor: Señora de la villa de San Román.
- Elvira: Señora de Frómista.